# Indie Recordings
Az Indie Recordings egy norvég lemezkiadó, 2005-ben alapította Erik és Espen Røhne. Skandinávia egyik vezető független kiadója, főként metálzenekarok lemezeit jelenteti meg.

## Zenekarok
- 1349
- Borknagar
- Cult of Luna
- Einherjer
- Enslaved
- Glittertind
- God Seed
- Kampfar
- Keep of Kalessin
- Satyricon
- Shining
- Solefald
- Vreid
- Wardruna